# Halle de Plomion
La halle est une halle située à Plomion, en France.

## Description

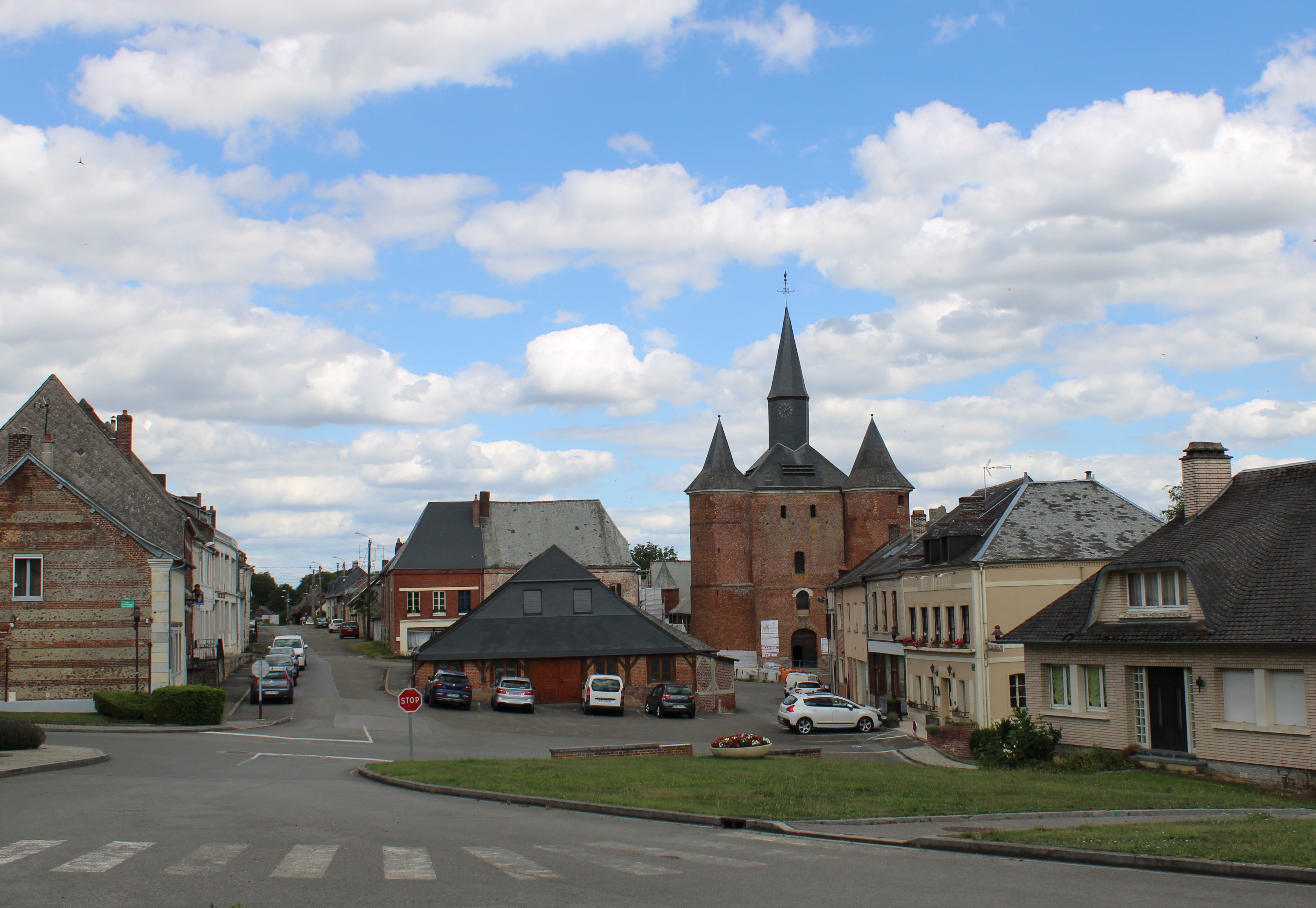
Vue de la place et des halles.

Halles en bois du XIXe siècle.

## Localisation
La halle est située sur la commune de Plomion, dans le département de l'Aisne.

## Historique
Le monument est inscrit au titre des monuments historiques en 1998.